# Telenovela Channel
TeleNovela Channel (TNC) était une chaîne de télévision spécialisée philippine appartenant à Beginnings at Twenty Plus, Inc., en partenariat avec Televisa, lancée le 14 novembre 2011. Elle diffuse des telenovelas mexicains doublés en anglais et/ou en philippins.

### Sources
- (en) Cet article est partiellement ou en totalité issu de l’article de Wikipédia en anglais intitulé « Telenovela Channel » (voir la liste des auteurs).